# DON'T TRUST OVER THIRTY
『DON'T TRUST OVER THIRTY』（ドント・トラスト・オーバー・サーティー）は、ムーンライダーズの11枚目のオリジナル・アルバム。1986年11月21日発売。通称：ドントラ。

## 解説
結成10周年記念アルバム。
コンセプトは「各メンバーの得意分野（趣味）の禁止」で、その範囲の中でなら「何をやってもいい」という条件が出されている。
作曲者「E.D MORRISON」とは、「MOONRIDERS」のアナグラムである。
メンバー全員が30歳を超えたこともあり、このタイトルがつけられた。意味は「30歳以上を信じるな」。この題はミュージカル『ドント・トラスト・オーバー30』で引用されている。
「ボクハナク」は及川光博、「9月の海はクラゲの海」は笹生実久にカバーされた。
本作で活動を休止する。理由に過剰なバンドブームを挙げている。各々ソロ活動に専念していく。

## 収録曲

### SIDE A
1. CLINIKA
作曲：かしぶち哲郎
かしぶちの体調不良・入院によりボーカル録りが間に合わず、カラオケ状態で収録された。後に、ベスト盤『かしぶち哲郎 SONGBOOK』でボーカル入りヴァージョンが披露された。
2. 9月の海はクラゲの海
作詞：サエキけんぞう、作曲：岡田徹
3. 超C調
作詞・作曲：白井良明
4. だるい人
作詞：蛭子能収、作曲：E.D MORRISON
5. マニアの受難
作詞・作曲：鈴木慶一

### SIDE B
1. DON'T TRUST ANYONE OVER 30
作詞：鈴木博文、作曲：E.D MORRISON
2. ボクハナク
作詞・作曲：鈴木博文
  - 後半のコーラスは、直枝政広。
3. A FROZEN GIRL, A BOY IN LOVE
作詞：滋田みかよ、作曲：武川雅寛
4. 何だ?この、ユーウツは!!
作詞：鈴木慶一・鈴木博文、作曲：E.D MORRISON
  - 当時の精神状態が現れており、今となってはどうやって演奏したのかも解らない曲だという。鈴木慶一曰く、2度と演奏したくない曲。歌詞に『ガープの世界』のガープ、ケイト・ブッシュ、ピーター・ガブリエルが登場する。後半からの作詞が博文によるもの。後半部のボーカルは「De+LAX」（当時）の「宙也」。